# Alfred Kowalski
Alfred Jan Maksymilian Kowalski hay còn gọi là Alfred Wierusz-Kowalski (sinh ngày 11 tháng 10 năm 1849 – mất ngày 16 tháng 2 năm 1915) là một họa sĩ người Ba Lan. Ông là một họa sĩ đại diện cho Trường phái Munich.

## Tiểu sử
Alfred Kowalski sinh ngày 11 tháng 10 năm 1849 tại Suwałki. Cha ông là Teofil Kowalski phù hiệu áo giáp Wieruszowa và mẹ ông là Teofilia (nhũ danh Siewierska).
Sau khi học ở Warsaw, Praha và Dresden, Alfred Kowalski định cư ở Munich từ năm 1876. Ông theo học một năm tại Học viện Mỹ thuật Munich, làm học trò của Józef Brandt và Alexander von Wagner.  Năm 1890, ông được đề cử làm giáo sư danh dự của Học viện Munich.
Alfred Kowalski cùng Józef Brandt là hai họa sĩ người Ba Lan được yêu thích nhất ở Munich. Nhiều tác phẩm tranh của ông đã được nhận huy chương tại nhiều triển lãm nghệ thuật và được các nhà sưu tập cũng như các nhà kinh doanh nghệ thuật Đức săn đón.
Alfred Kowalski vẽ tranh phong cảnh, tranh sinh hoạt đời thường và tranh lịch sử. Sau chuyến hành trình đến Châu Phi vào năm 1903, ông cũng vẽ về các chủ đề phương Đông. Các tác phẩm của ông hầu hết được bán trên thị trường Đức, nhiều tác phẩm có kết cục nằm trong các bộ sưu tập tư nhân ở Đức và Hoa Kỳ. Một số tranh của ông có thể được chiêm ngưỡng tại bộ sưu tập của các bảo tàng ở Ba Lan. Bức tranh Con sói cô độc là bức nổi tiếng nhất và là một trong những bức được sao chép nhiều nhất của Alfred Kowalski.
Alfred Kowalski mất ngày 16 tháng 2 năm 1915. Ban đầu ông được chôn cất tại Nghĩa trang Munich Waldfriedhof, về sau hài cốt của ông được chuyển đến Nghĩa trang Powązki ở Warsaw.
Năm 1972, một triển lãm thường trực các tác phẩm tranh của Alfred Kowalski được khánh thành tại Bảo tàng Quận ở Suwałki.

## Tác phẩm tiêu biểu

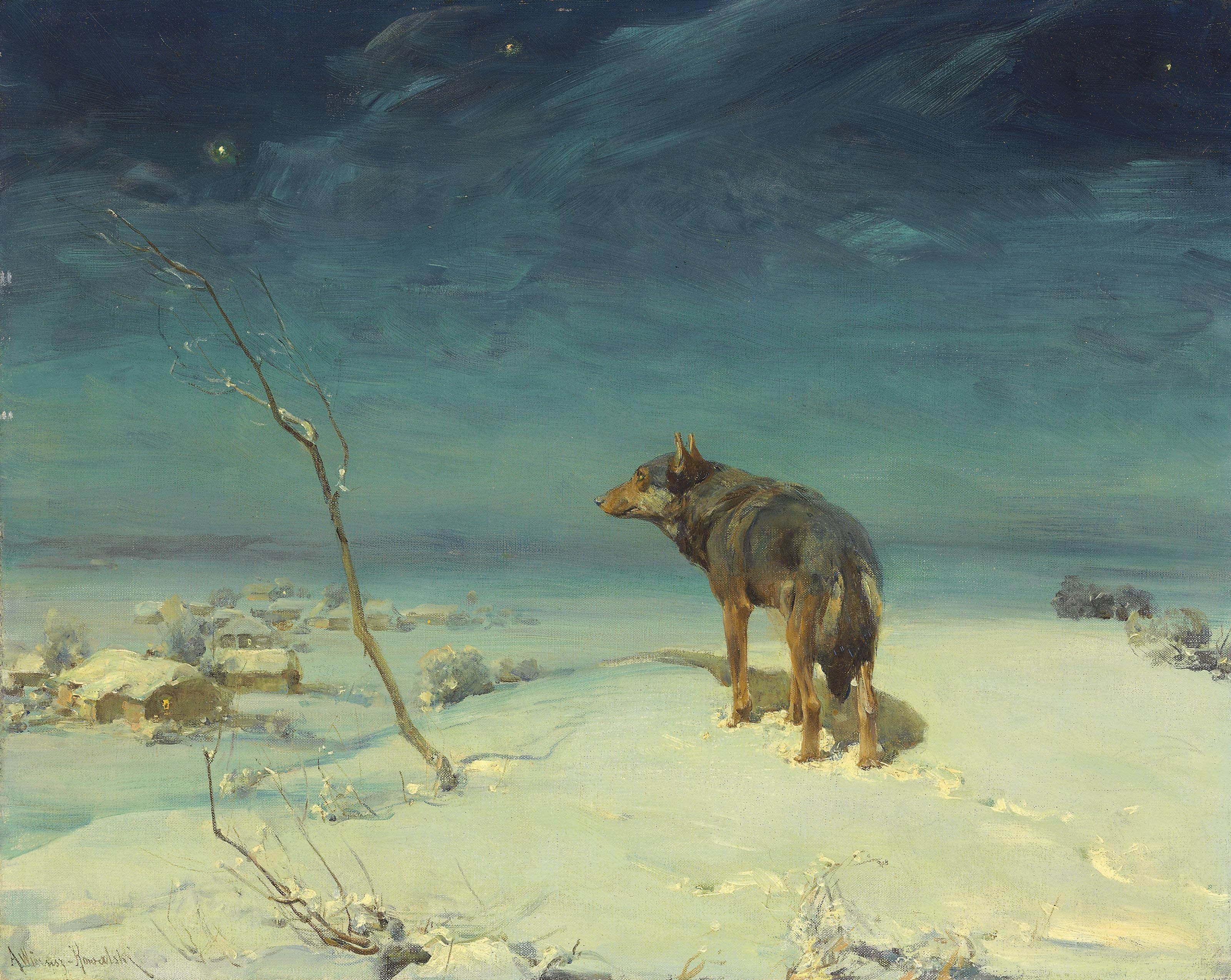
Con sói cô độc
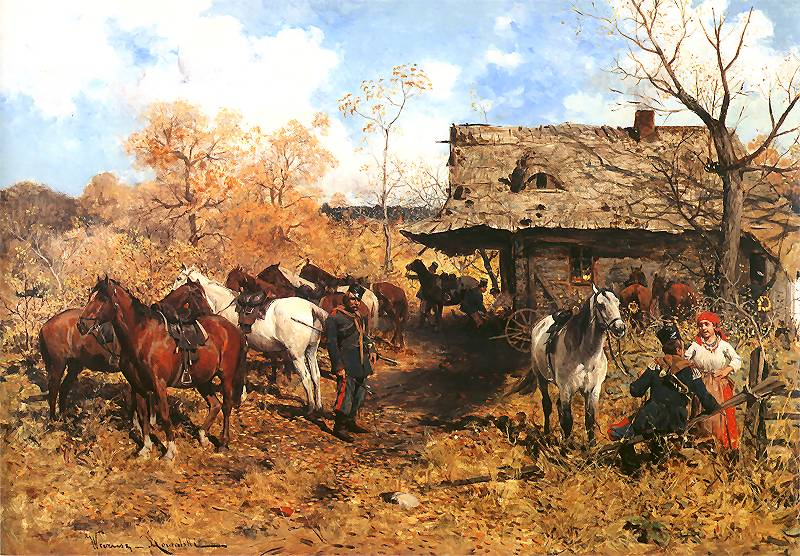
Kỵ sĩ dừng chân, 1877
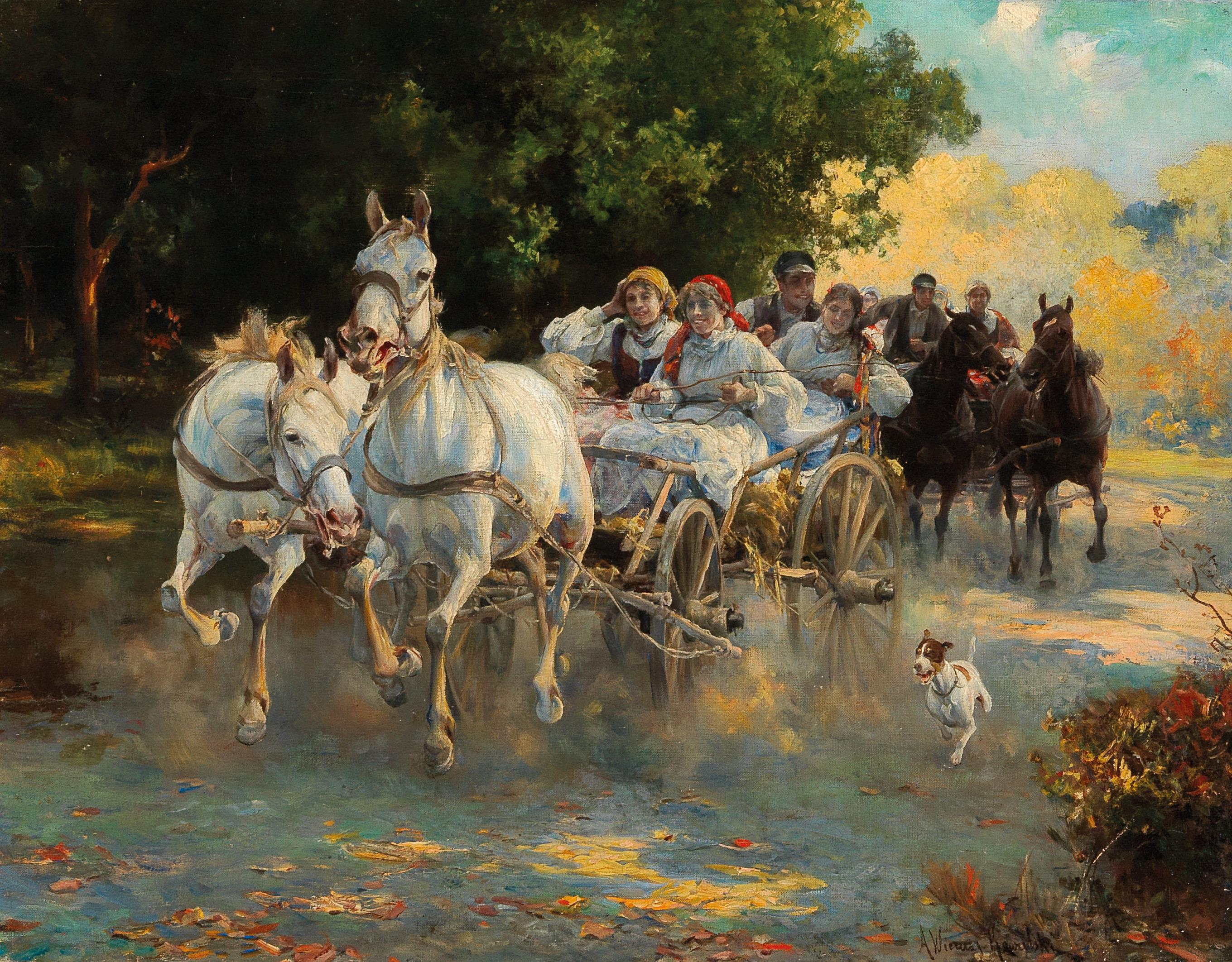
Đám cưới nông dân, 1915
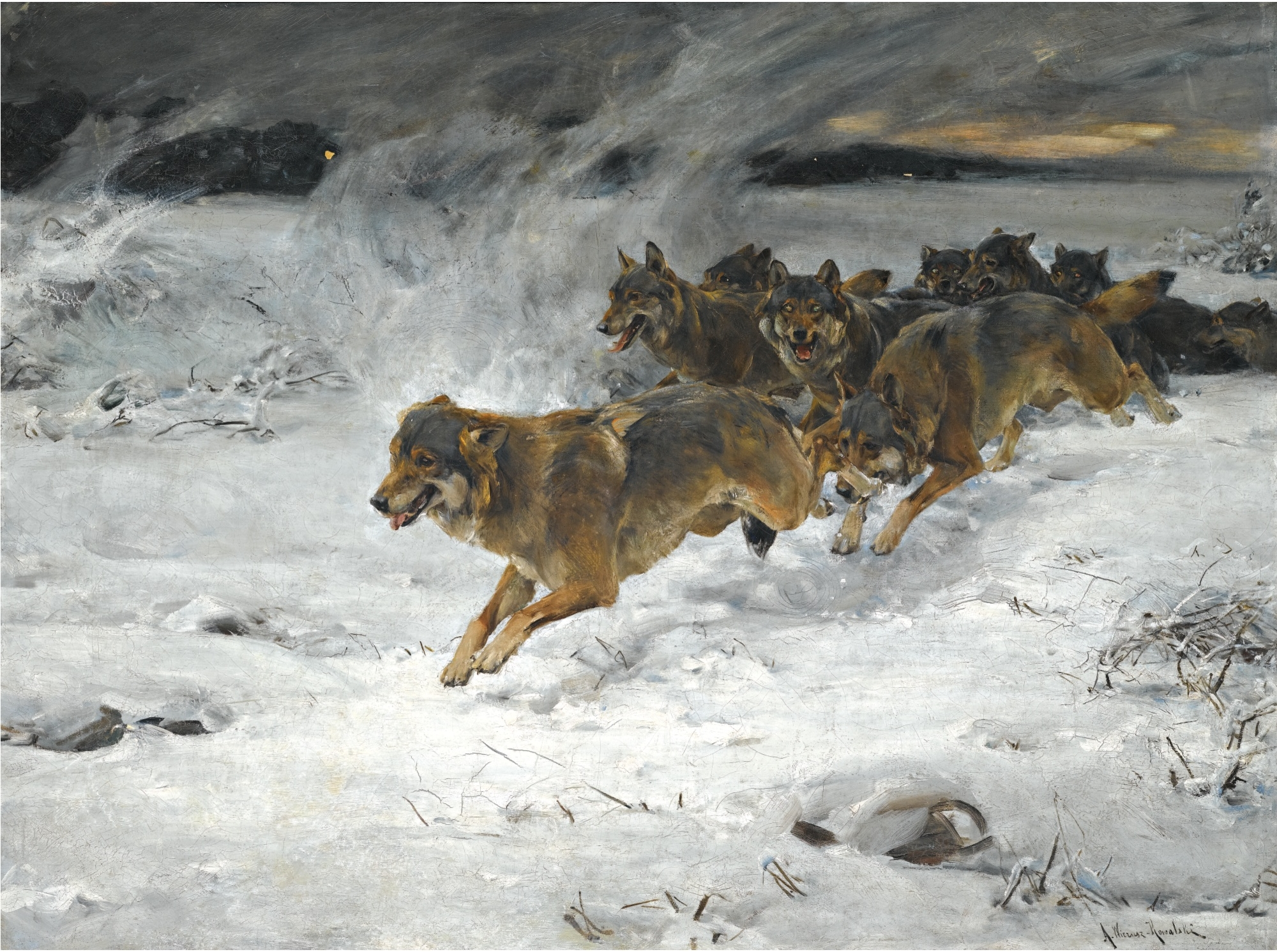
Một đàn sói
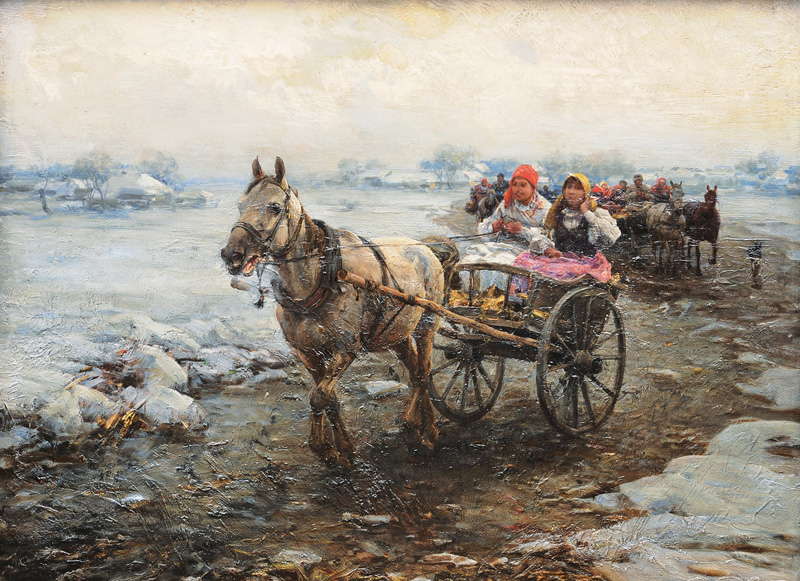
Chuyến xe buổi tối
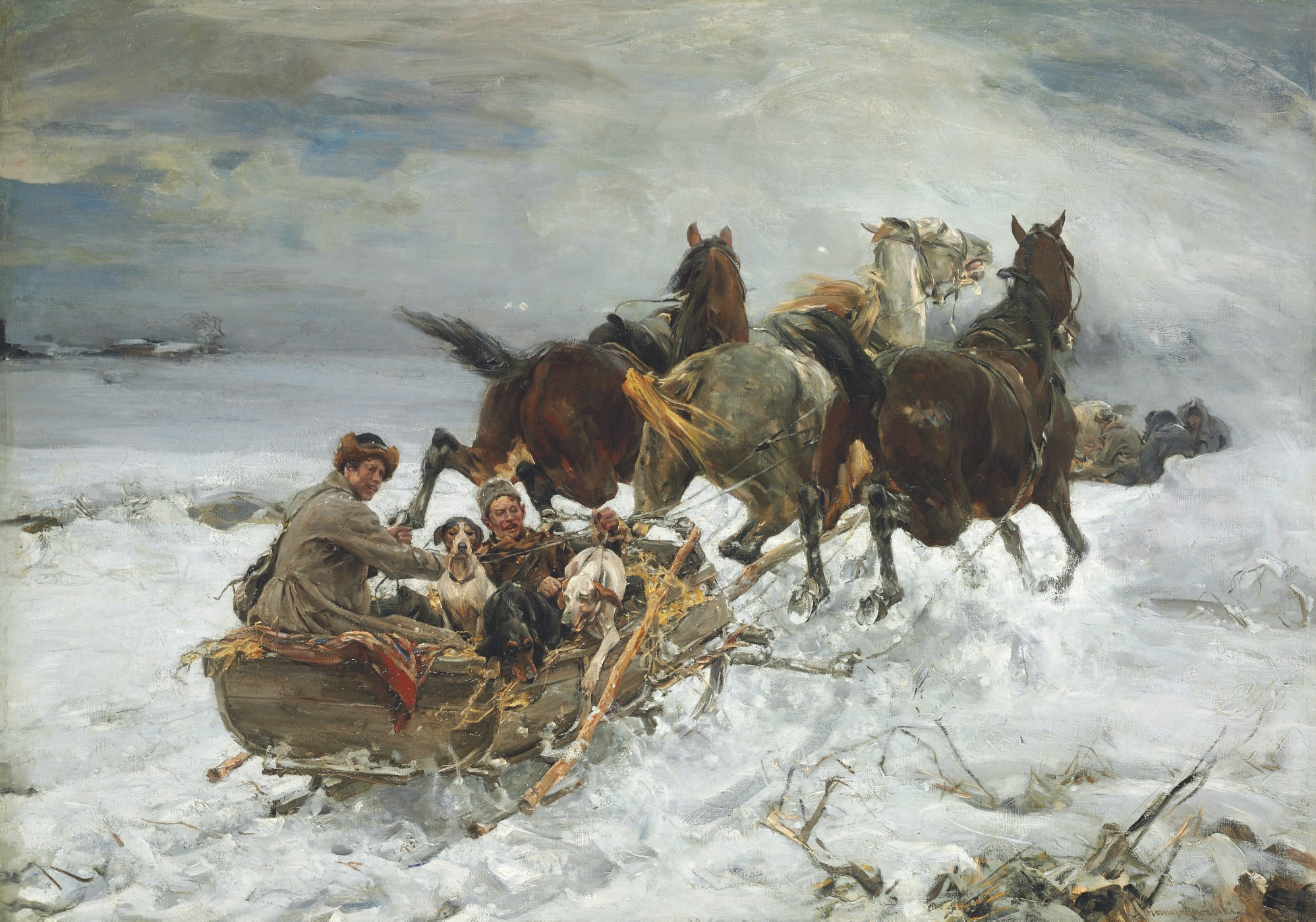
Xe ngựa kéo